# 로동자구
로동자구(勞動者區, 영어: Workers' District 워커스 디스트릭트[*], 표준어: 노동자구)는 조선민주주의인민공화국의 행정구역으로, 시·군·구역의 아래에 위치한다. 400명 이상의 성인 주민들이 살고 있고 그들의 65% 이상이 공장·광산·임산·어업에 종사하는 노동자들로 이루어진 곳에 설치된다. 로동자구에는 행정 관청인 로동자구사무소와 행정 조직인 로동자구경리위원회가 설치된다. 로동자구는 일반적으로 시 아래에 설치하지 않는다. 시 아래에 있는 로동자구는 래일로동자구 하나밖에 없었으나, 삼지연시 승격 이후 4개 로동자구가 동으로 승격되지 않아 현재는 5개가 있다.

## 같이 보기
- 남양로동자구
- 래일로동자구
- 고비로동자구
- 갈전로동자구
- 마양로동자구
- 도시형 정착지 - 구소련 국가의 유사한 행정구역